# Maliattha melanesiensis
Maliattha melanesiensis là một loài bướm đêm trong họ Noctuidae.